# Le Poney rouge (téléfilm)
Pour les articles homonymes, voir Le Poney rouge.
Pour plus de détails, voir Fiche technique et Distribution.
Le Poney rouge (The Red Pony) est un téléfilm américain réalisé par Robert Totten en 1973.

## Synopsis
Ayant du mal à communiquer avec son père, un jeune garçon de ferme va créer une relation sentimentale très forte envers un poney roux.

## Fiche technique
- Titre : Le Poney rouge
- Titre original : The Red Pony
- Réalisateurs : Robert Totten
- Producteurs : Frederick H. Brogger, James Franciscus et Ray Kellogg (producteur associé)
- Société de production : Omnibus Productions et Universal TV
- Scénario : Ron Bishop et Robert Totten d'après le roman Le Poney rouge de John Steinbeck
- Musique : Jerry Goldsmith
- Photographie : Andrew Jackson, Frank Ahern (non crédité) et Frank V. Phillips (non crédité)
- Montage : Marsh Hendry
- Direction artistique : Robert F. Boyle, James Hulsey et John A. Kuri (non crédité)
- Décors : John A. Kuri
- Pays d’origine :  États-Unis
- Langue : anglais
- Format : Couleur (Technicolor) - 35 mm - 1,33:1 - Son : Mono
- Genre : Western
- Durée : 101 minutes
- Dates de diffusion :  États-Unis : 18 mars 1973
- Affiche : Enzo Nistri (Italie)

## Distribution
- Henry Fonda (VF : René Arrieu) : Carl Tiflin
- Maureen O'Hara (VF : Régine Blaess) : Ruth Tiflin
- Ben Johnson (VF : Marcel Bozzuffi) : Jess Taylor
- Jack Elam (VF : Jean-Henri Chambois) : Grandpa
- Clint Howard : Jody Tiflin
- Julian Rivero : Gitano
- Roy Jenson : Toby
- Lieux Dressler : Dearie
- Richard Jaeckel : James Creighton
- Woody Chambliss : Orville Frye
- Link Wyler : Sonny Frye
- Warren Douglas : Barton
- Rance Howard : Shérif Bill Smith
- Yvonne Wood : Sarah Taylor
- Sally Carter-Ihnat : Miss Willis
- David Markham : Rudi

## Autour du film
- Ce téléfilm est le remake du film Le Poney rouge (The Red Pony) de Lewis Milestone avec Robert Mitchum et Myrna Loy.